# Neuroimagen
La neuroimagen o la formación de imágenes cerebrales es el uso de diversas técnicas para obtener una imagen directa o indirecta de la estructura, función o farmacología del sistema nervioso. Es una disciplina relativamente nueva dentro de la medicina, la neurociencia y la psicología. Los médicos que se especializan en el desempeño y la interpretación de la neuroimagen en el entorno clínico son neurorradiólogos.
La neuroimagen se divide en dos grandes categorías:
- Imagen estructural, que se ocupa de la estructura del sistema nervioso y el diagnóstico de enfermedad intracraneal grave (a gran escala) (como un tumor) y lesiones.
- Imagen funcional, que se utiliza para diagnosticar enfermedades y lesiones metabólicas en una escala más fina (como la enfermedad de Alzheimer) y también para la investigación de la psicología cognitiva y neurológica y la construcción de interfaces cerebro-computadora.

La imagen funcional permite, por ejemplo, el procesamiento de la información por parte de los centros en el cerebro para visualizarse directamente. Tal procesamiento hace que el área afectada del cerebro aumente el metabolismo y se «ilumine» en la exploración. Uno de los usos más controvertidos de la neuroimagen ha sido investigar la «identificación del pensamiento» o la lectura de la mente.

## Historia
El primer capítulo de la historia de la neuroimagen se remonta al neurocientífico italiano Angelo Mosso, quien inventó el «equilibrio de la circulación humana», que podría medir de forma no invasiva la redistribución de la sangre durante la actividad emocional e intelectual. Sin embargo, aunque fue mencionado brevemente por William James en 1890, los detalles y el funcionamiento preciso de este equilibrio y los experimentos que Mosso realizó con él han permanecido en gran parte desconocidos hasta el reciente descubrimiento del instrumento original, así como los informes de Mosso de Stefano Sandrone y sus colegas.
En 1918, el neurocirujano estadounidense Walter Dandy introdujo la técnica de ventriculografía. Las imágenes de rayos X del sistema ventricular dentro del cerebro se obtuvieron mediante inyección de aire filtrado directamente en uno o ambos ventrículos laterales del cerebro. Dandy también observó que el aire introducido en el espacio subaracnoideo a través de la punción lumbar podría ingresar a los ventrículos cerebrales y también demostrar los compartimientos del líquido cefalorraquídeo alrededor de la base del cerebro y sobre su superficie. Esta técnica se llama neumoencefalografía.
En 1927, Egas Moniz introdujo la angiografía cerebral, mediante la cual los vasos sanguíneos normales y anormales dentro y alrededor del cerebro podían visualizarse con gran precisión.
A principios de la década de 1970, Allan McLeod Cormack y Godfrey Newbold Hounsfield introdujeron la tomografía axial computarizada (TAC o tomografía computarizada), y las imágenes anatómicas del cerebro cada vez más detalladas estuvieron disponibles para fines de diagnóstico e investigación. Cormack y Hounsfield ganaron el Premio Nobel de Fisiología o Medicina de 1979 por su trabajo. Poco después de la introducción de TAC a principios de la década de 1980, el desarrollo de radioligandos permitió la tomografía computarizada por emisión de fotón único (SPECT) y la tomografía por emisión de positrones (TEP) del cerebro.
Más o menos concurrentemente, la investigación por resonancia magnética (imágenes por resonancia magnética o RM) fue desarrollada por investigadores como Peter Mansfield y Paul Lauterbur, a quienes se les otorgó el Premio Nobel de Fisiología o Medicina en 2003. A principios de la década de 1980, se introdujo la resonancia magnética clínicamente, y durante el La década de 1980 tuvo lugar una verdadera explosión de mejoras técnicas y aplicaciones de diagnóstico de RM. Los científicos pronto aprendieron que los grandes cambios en el flujo sanguíneo medidos por TEP también podrían ser captados por el tipo correcto de IRM. Nació la resonancia magnética funcional (IRMf), y desde la década de 1990, la IRMf ha dominado el campo de mapeo cerebral debido a su baja invasividad, falta de exposición a la radiación y una disponibilidad relativamente amplia.
A principios de la década de 2000, el campo de la neuroimagen llegó a la etapa en que las aplicaciones prácticas limitadas de imágenes cerebrales funcionales se han vuelto factibles. El área principal de aplicación es formas crudas de interfaz cerebro-computadora.

## Indicaciones
La neuroimagen sigue a un examen neurológico en el que un médico ha encontrado una causa para investigar más profundamente a un paciente que tiene o puede tener una enfermedad neurológica.
Uno de los problemas neurológicos más comunes que puede experimentar una persona es el síncope simple. En los casos de síncope simple en los que el historial del paciente no sugiere otros síntomas neurológicos, el diagnóstico incluye un examen neurológico, pero no se indica una imagen neurológica de rutina porque la probabilidad de encontrar una causa en el sistema nervioso central es extremadamente baja y es poco probable que el paciente pueda beneficiarse del procedimiento.
La neuroimagen no está indicada para pacientes con dolores de cabeza estables que se diagnostican como migraña. Los estudios indican que la presencia de migraña no aumenta el riesgo de enfermedad intracraneal de un paciente. Un diagnóstico de migraña que señala la ausencia de otros problemas, como el papiledema, no indicaría la necesidad de neuroimagen. En el curso de la realización de un diagnóstico cuidadoso, el médico debe considerar si el dolor de cabeza tiene una causa distinta de la migraña y puede requerir neuroimagen.
Otra indicación para la neuroimagen es la cirugía estereotáctica guiada por TC, IRM y TEP o radiocirugía para el tratamiento de tumores intracraneales, malformaciones arteriovenosas y otras afecciones tratables quirúrgicamente.

## Técnicas de imagen cerebral

### Tomografía Axial Computarizada
La tomografía computarizada (TC) o la tomografía axial computarizada (TAC) utilizan una serie de radiografías de la cabeza tomadas desde muchas direcciones diferentes. Típicamente utilizado para ver rápidamente las lesiones cerebrales, la tomografía computarizada utiliza un programa de computadora que realiza un cálculo integral numérico (la transformación inversa de radón) en la serie de rayos X medida para estimar la cantidad de haz de rayos X que se absorbe en un pequeño volumen del cerebro. Por lo general, la información se presenta como secciones transversales del cerebro.

### Tomografía óptica difusa
La imagen óptica difusa (IOD) o la tomografía óptica difusa (TOD) es una modalidad de imagen médica que utiliza luz infrarroja cercana para generar imágenes del cuerpo. La técnica mide la absorción óptica de la hemoglobina y se basa en el espectro de absorción de la hemoglobina que varía con su estado de oxigenación. La tomografía óptica difusa de alta densidad (HD-TOD) se ha comparado directamente con IRMf utilizando la respuesta a la estimulación visual en sujetos estudiados con ambas técnicas, con resultados tranquilizadores similares. La HD-TOD también se ha comparado con IRMf en términos de tareas de lenguaje y conectividad funcional en estado de reposo.

### Potencial relacionado con evento
Un potencial relacionado con evento (ERP) es una técnica de escaneo cerebral que utiliza luz infrarroja a través de fibras ópticas para medir los cambios en las propiedades ópticas de las áreas activas de la corteza cerebral. Mientras que las técnicas como la tomografía óptica difusa (TOD) y la espectroscopía de infrarrojo cercano (NIRS) miden la absorción óptica de la hemoglobina y, por lo tanto, se basan en el flujo sanguíneo, ERP aprovecha las propiedades de dispersión de las propias neuronas y, por lo tanto, proporciona un efecto mucho más directo medida de actividad celular. ERP puede determinar la actividad en el cerebro dentro de milímetros (espacialmente) y dentro de milisegundos (temporalmente). Su mayor inconveniente es la incapacidad de detectar actividad de más de unos pocos centímetros de profundidad. Es una nueva técnica relativamente económica que no es invasiva para el sujeto de prueba. Fue desarrollado en la Universidad de Illinois en Urbana-Champaign, donde ahora se usa en el Laboratorio de Neuroimagen Cognitiva de la Dra. Gabriele Gratton y la Dra. Monica Fabiani.

### Imagen por Resonancia Magnética
La resonancia magnética (IRM) utiliza campos magnéticos y ondas de radio para producir imágenes bidimensionales o tridimensionales de alta calidad de las estructuras cerebrales sin el uso de radiación ionizante (rayos X) o trazadores radiactivos.

### Imagen por Resonancia Magnética funcional
La resonancia magnética funcional (IRMf) y el etiquetado de giro arterial por resonancia magnética (ASL) se basan en las propiedades paramagnéticas de la hemoglobina oxigenada y desoxigenada para ver imágenes del flujo sanguíneo cambiante en el cerebro asociado con la actividad neuronal. Esto permite generar imágenes que reflejan qué estructuras cerebrales se activan (y cómo) durante la realización de diferentes tareas o en estado de reposo. De acuerdo con la hipótesis de la oxigenación, los cambios en el uso de oxígeno en el flujo sanguíneo cerebral regional durante la actividad cognitiva o conductual pueden asociarse con las neuronas regionales como directamente relacionadas con las tareas cognitivas o conductuales que se atienden.
La mayoría de los escáneres IRMf permiten que los sujetos reciban diferentes imágenes visuales, sonidos y estímulos táctiles, y realizar diferentes acciones, como presionar un botón o mover una palanca de mando. En consecuencia, la resonancia magnética funcional se puede utilizar para revelar estructuras cerebrales y procesos asociados con la percepción, el pensamiento y la acción. La resolución de IRMf es de aproximadamente 2-3 mm en la actualidad, limitada por la propagación espacial de la respuesta hemodinámica a la actividad neuronal. Ha reemplazado en gran medida a la TEP para el estudio de los patrones de activación cerebral. Sin embargo, el TEP conserva la ventaja significativa de poder identificar receptores (o transportadores) cerebrales específicos asociados con neurotransmisores particulares a través de su capacidad de formar imágenes de «ligandos» de receptores radiomarcados (los ligandos de receptores son cualquier sustancia química que se adhiera a los receptores).
Además de la investigación sobre sujetos sanos, la resonancia magnética funcional se usa cada vez más para el diagnóstico médico de enfermedades. Debido a que la IRMf es extremadamente sensible al uso de oxígeno en el flujo sanguíneo, es extremadamente sensible a los cambios tempranos en el cerebro que resultan de la isquemia (flujo sanguíneo anormalmente bajo), como los cambios que siguen al accidente cerebrovascular. El diagnóstico precoz de ciertos tipos de accidente cerebrovascular (ACV) es cada vez más importante en neurología, ya que las sustancias que disuelven los coágulos sanguíneos pueden usarse en las primeras horas después de que ocurran ciertos tipos de ACV, pero es peligroso usarlas después. Los cambios cerebrales observados en IRMf pueden ayudar a tomar la decisión de tratar con estos agentes. Con una precisión de entre 72 % y 90 % donde la probabilidad alcanzaría el 0.8 %, las técnicas de IRMf pueden decidir cuál de un conjunto de imágenes conocidas está viendo el sujeto.

### Magnetoencefalografía
La magnetoencefalografía (MEG) es una técnica de imagen utilizada para medir los campos magnéticos producidos por la actividad eléctrica en el cerebro a través de dispositivos extremadamente sensibles como los dispositivos de interferencia cuántica superconductores (SQUID) o intercambio de espín libre de relajación/magnetómetro sin intercambio de rotación (SERF por sus siglas del inglés spin exchange relaxation-free). MEG ofrece una medición muy directa de la actividad eléctrica neural (en comparación con IMRf, por ejemplo) con una resolución temporal muy alta pero una resolución espacial relativamente baja. La ventaja de medir los campos magnéticos producidos por la actividad neuronal es que es probable que estén menos distorsionados por el tejido circundante (particularmente el cráneo y el cuero cabelludo) en comparación con los campos eléctricos medidos por electroencefalografía (EEG). Específicamente, se puede demostrar que los campos magnéticos producidos por la actividad eléctrica no se ven afectados por el tejido de la cabeza circundante, cuando la cabeza se modela como un conjunto de capas esféricas concéntricas, cada una de las cuales es un conductor isotrópico homogéneo. Las cabezas reales no son esféricas y tienen conductividades en gran parte anisotrópicas (particularmente materia blanca y cráneo). Si bien la anisotropía del cráneo tiene un efecto insignificante en el MEG (a diferencia del EEG), la anisotropía de la sustancia blanca afecta fuertemente las mediciones de MEG para fuentes radiales y profundas. Sin embargo, tenga en cuenta que se supuso que el cráneo era uniformemente anisotrópico en este estudio, lo cual no es verdad para una cabeza real: los espesores absolutos y relativos de las capas de diploë y tablas varían entre y dentro de los huesos del cráneo. Esto hace que sea probable que el MEG también se vea afectado por la anisotropía del cráneo, aunque probablemente no en el mismo grado que el EEG.
Hay muchos usos para MEG, que incluyen ayudar a los cirujanos a localizar una patología, ayudar a los investigadores a determinar la función de varias partes del cerebro, neurofeedback y otras.

### Tomografía de emisión de positrones
La tomografía por emisión de positrones (TEP) y la tomografía por emisión de positrones cerebrales miden las emisiones de sustancias químicas metabólicamente marcadas radiactivamente que se han inyectado en el torrente sanguíneo. Los datos de emisión son procesados por computadora para producir imágenes bidimensionales o tridimensionales de la distribución de los químicos en todo el cerebro. Los radioisótopos emisores de positrones utilizados son producidos por un ciclotrón, y los productos químicos están etiquetados con estos átomos radiactivos. El compuesto marcado, llamado radiotrazador, se inyecta en el torrente sanguíneo y finalmente llega al cerebro. Los sensores en el escáner TEP detectan la radioactividad a medida que el compuesto se acumula en varias regiones del cerebro. Una computadora usa los datos recopilados por los sensores para crear imágenes multicolores de 2 o 3 dimensiones que muestran dónde actúa el compuesto en el cerebro. Especialmente útil es una amplia gama de ligandos utilizados para mapear diferentes aspectos de la actividad de los neurotransmisores, siendo con mucho el marcador TEP más utilizado como una forma marcada de glucosa (ver Fludeoxiglucosa (18F) (FDG)).
El mayor beneficio de la exploración TEP es que diferentes compuestos pueden mostrar el flujo sanguíneo y el metabolismo del oxígeno y la glucosa en los tejidos del cerebro en funcionamiento. Estas mediciones reflejan la cantidad de actividad cerebral en las diversas regiones del cerebro y permiten aprender más sobre cómo funciona el cerebro. Las exploraciones TEP fueron superiores a todos los demás métodos de imágenes metabólicas en términos de resolución y velocidad de finalización (tan solo 30 segundos) cuando estuvieron disponibles por primera vez. La resolución mejorada permitió un mejor estudio sobre el área del cerebro activada por una tarea en particular. El mayor inconveniente del escaneo TEP es que debido a que la radioactividad decae rápidamente, se limita a monitorear tareas cortas. Antes de que la tecnología IMRf entrara en línea, la exploración TEP era el método preferido de imágenes cerebrales funcionales (en oposición a las estructurales), y continúa haciendo grandes contribuciones a la neurociencia.
La exploración TEP también se usa para el diagnóstico de enfermedades cerebrales, especialmente porque los tumores cerebrales, los accidentes cerebrovasculares y las enfermedades que dañan las neuronas que causan demencia (como la enfermedad de Alzheimer) causan grandes cambios en el metabolismo cerebral, lo que a su vez provoca cambios fácilmente detectables en las exploraciones de TEP. La TEP es probablemente más útil en los primeros casos de ciertas demencias (con ejemplos clásicos como la enfermedad de Alzheimer y la enfermedad de Pick) donde el daño temprano es demasiado difuso y hace muy poca diferencia en el volumen cerebral y la estructura gruesa para cambiar la TC y las imágenes de resonancia magnética estándar lo suficiente como para ser capaz de diferenciarlo de manera confiable del rango «normal» de atrofia cortical que ocurre con el envejecimiento (en muchas personas, pero no en todas), y que no causa demencia clínica.

### Tomografía computarizada por emisión de fotón único
La tomografía computarizada por emisión de fotón único (SPECT) es similar a la TEP y utiliza radioisótopos emisores de rayos gamma y una cámara gamma para registrar datos que una computadora utiliza para construir imágenes bidimensionales o tridimensionales de regiones cerebrales activas. SPECT se basa en una inyección de marcador radiactivo, o «agente SPECT», que el cerebro absorbe rápidamente pero no se redistribuye. La absorción del agente SPECT se completa casi al 100 % en 30 a 60 segundos, lo que refleja el flujo sanguíneo cerebral (FSC) en el momento de la inyección. Estas propiedades de SPECT lo hacen particularmente adecuado para la obtención de imágenes de epilepsia, que generalmente se dificulta por problemas con el movimiento del paciente y los tipos de convulsiones variables. SPECT proporciona una «instantánea» del flujo sanguíneo cerebral ya que se pueden obtener exploraciones después de la terminación de la convulsión (siempre y cuando se inyectó el marcador radiactivo en el momento de la convulsión). Una limitación significativa de SPECT es su baja resolución (aproximadamente 1 cm) en comparación con la de IRM. Hoy en día, las máquinas SPECT con Cabezales de Detección Doble se usan comúnmente, aunque las máquinas con Cabeza de Detector Triple están disponibles en el mercado. La reconstrucción tomográfica, (utilizada principalmente para «instantáneas» funcionales del cerebro) requiere múltiples proyecciones de las cabezas detectoras que giran alrededor del cráneo humano, por lo que algunos investigadores han desarrollado 6 y 11 máquinas SPECT de cabeza detectora para reducir el tiempo de imagen y dar una resolución más alta.
Al igual que la TEP, SPECT también se puede usar para diferenciar diferentes tipos de procesos de enfermedades que producen demencia, y se usa cada vez más para este propósito. Neuro-TEP tiene la desventaja de requerir el uso de trazadores con vidas medias de como máximo 110 minutos, como FDG. Estos deben hacerse en un ciclotrón, y son caros o incluso no están disponibles si los tiempos de transporte necesarios se prolongan más de unas pocas vidas medias. SPECT, sin embargo, puede hacer uso de trazadores con vidas medias mucho más largas, como el tecnecio-99m, y como resultado, está mucho más disponible.

### Ecografía craneal
La ecografía craneal generalmente solo se usa en bebés, cuyas fontanelas abiertas proporcionan ventanas acústicas que permiten obtener imágenes por ultrasonido del cerebro. Las ventajas incluyen la ausencia de radiación ionizante y la posibilidad de escaneo junto a la cama, pero la falta de detalles de los tejidos blandos significa que se prefiere la IMR para algunas condiciones.

## Ventajas y preocupaciones de las técnicas de neuroimagen

### Imágenes de resonancia magnética funcional (IRMf)
IRMf se clasifica comúnmente como un riesgo de mínimo a moderado debido a su no invasividad en comparación con otros métodos de imagen. La resonancia magnética funcional utiliza un contraste dependiente del nivel de oxigenación de la sangre (BOLD por sus siglas del inglés Blood-Oxygen-Level-Dependent) para producir su forma de imagen. El contraste en negrita es un proceso natural en el cuerpo, por lo que a menudo se prefiere la resonancia magnética funcional por sobre los métodos de imágenes que requieren marcadores radiactivos para producir imágenes similares. Una preocupación en el uso de IRMf es su uso en personas con implantes o dispositivos médicos y artículos metálicos en el cuerpo. La resonancia magnética (RM) emitida por el equipo puede causar fallas en los dispositivos médicos y atraer objetos metálicos en el cuerpo si no se detecta adecuadamente. Actualmente, la FDA clasifica los implantes y dispositivos médicos en tres categorías, según la compatibilidad con RM: RM-seguro (seguro en todos los entornos de RM), RM-inseguro (inseguro en cualquier entorno de RM) y RM-condicional (compatible con RM en ciertos entornos, que requieren más información).

### Tomografía Computarizada (TC)
La tomografía computarizada se introdujo en la década de 1970 y rápidamente se convirtió en uno de los métodos de imagen más utilizados. Una tomografía computarizada se puede realizar en menos de un segundo y producir resultados rápidos para los médicos, con su facilidad de uso que lleva a un aumento en las tomografías computarizadas realizadas en los Estados Unidos de 3 000 000 (tres millones) en 1980 a 62 000 000 (sesenta y dos millones) en 2007. Los médicos a menudo toman múltiples escaneos, con un 30 % de las personas sometidas a al menos 3 exploraciones en un estudio sobre el uso de la TC. Las tomografías computarizadas pueden exponer a los pacientes a niveles de radiación 100-500 veces más altos que los rayos X tradicionales, con dosis de radiación más altas que producen imágenes de mejor resolución. Si bien es fácil de usar, el aumento en el uso de la tomografía computarizada, especialmente en pacientes asintomáticos, es un tema de preocupación ya que los pacientes están expuestos a niveles significativamente altos de radiación.

### Tomografía por emisión de positrones (TEP)
En las exploraciones TEP, las imágenes no dependen de procesos biológicos intrínsecos, sino que se basan en una sustancia extraña inyectada en el torrente sanguíneo que viaja al cerebro. Los pacientes son inyectados con radioisótopos que se metabolizan en el cerebro y emiten positrones para producir una visualización de la actividad cerebral. La cantidad de radiación a la que está expuesto un paciente en una exploración TEP es relativamente pequeña, comparable a la cantidad de radiación ambiental a la que está expuesto un individuo durante un año. Los radioisótopos TEP tienen un tiempo de exposición limitado en el cuerpo ya que comúnmente tienen vidas medias muy cortas (~2 horas) y se descomponen rápidamente. Actualmente, la resonancia magnética funcional es un método preferido para obtener imágenes de la actividad cerebral en comparación con la TEP, ya que no involucra radiación, tiene una resolución temporal más alta que la TEP y está más fácilmente disponible en la mayoría de los entornos médicos.

### Magnetoencefalografía (MEG) y Electroencefalografía (EEG)
La alta resolución temporal de MEG y EEG permite que estos métodos midan la actividad cerebral hasta el milisegundo. Tanto MEG como EEG no requieren exposición del paciente a la radiación para funcionar. Los electrodos de EEG detectan señales eléctricas producidas por las neuronas para medir la actividad cerebral y MEG usa oscilaciones en el campo magnético producido por estas corrientes eléctricas para medir la actividad. Una barrera en el uso generalizado de MEG se debe a los precios, ya que los sistemas MEG pueden costar millones de dólares. El EEG es un método mucho más utilizado para lograr una resolución temporal ya que los sistemas EEG cuestan mucho menos que los sistemas MEG. Una desventaja de EEG y MEG es que ambos métodos tienen una resolución espacial deficiente en comparación con IRMf.

## Críticas y precauciones
Algunos científicos han criticado las afirmaciones basadas en imágenes cerebrales hechas en encabezados de revistas y en la prensa popular, como el descubrimiento de «la parte del cerebro responsable de» funciones como talentos, recuerdos específicos o la generación de emociones como el amor. Muchas técnicas de mapeo tienen una resolución relativamente baja, que incluye cientos de miles de neuronas en un solo vóxel. Muchas funciones también involucran múltiples partes del cerebro, lo que significa que este tipo de reclamo probablemente no sea verificable con el equipo utilizado, y generalmente se basa en una suposición incorrecta sobre cómo se dividen las funciones cerebrales. Es posible que la mayoría de las funciones cerebrales solo se describan correctamente después de haberlas medido con mediciones mucho más precisas que no se centran en grandes regiones sino en una gran cantidad de pequeños circuitos cerebrales individuales. Muchos de estos estudios también tienen problemas técnicos como un tamaño de muestra pequeño o una calibración deficiente del equipo, lo que significa que no se pueden reproducir, consideraciones que a veces se ignoran para producir un artículo sensacionalista o un titular de noticias. En algunos casos, las técnicas de mapeo cerebral se aluden con fines comerciales, detección de mentiras o diagnóstico médico de formas que no han sido científicamente validadas.